# Arnego (Villa de Cruces)
Arnego (oficialmente Santa María de Arnego) es una parroquia española del municipio de Villa de Cruces, perteneciente a la provincia de Pontevedra, en la comunidad autónoma de Galicia.

## Historia
Hacia mediados del siglo XIX, el lugar, ya por entonces perteneciente a Carbia, tenía contabilizada una población de 88 habitantes. Aparece descrito en el segundo volumen del Diccionario geográfico-estadístico-histórico de España y sus posesiones de Ultramar de Pascual Madoz con las siguientes palabras:

Arnego (Sta. Maria de): felig. en la prov. de Pontevedra (10 leg.), dióc. de Santiago (4), part. jud. de Lalin (3 1/4), y ayunt. de Carbia (1): sit. á la márg. izq. del r. de su nombre en la falda occidental de una elevada montaña, donde la baten todos los vientos, con atmósfera despejada y clima saludable: 22 casas de mala construccion, repartidas en varias ald., forman esta felig. La igl. parr. (Sta. María) es aneja de la de San Juan de Larazo, servida por 1 teniente de cura. El térm. confina por N. y E. con el de San Miguel de Brocos, por S. con el de San Juan de Larazo, y por O. con el de San Mamed de Loño, todos á muy corta dist. El terreno es quebrado, áspero y escaso de aguas, no sienod suficientes las de varias fuentecillas que brotan en el mismo, y que los hab. aprovechan para diferentes objetos: abraza 598 ferrados, de los que únicamente se cultivan unos 190, siendo los restantes de monte y peñascales, donde hay alguna leña y pastos para toda clase de ganados. Los caminos vecinales y malos, y el correo se recibe de la estafeta de Chapa: prod. centeno, avena, maiz, lino y hortalizas, frutas y algun vino: cria ganado vacuno, de cerda, lanar y cabrio; hay caza mayor y menor: ind. la agrícola y 2 molinos harineros: pobl. 16 vec., 88 alm.. contr. con su ayunt. (V.).
(Madoz, 1845, pp. 586-587)

En 2022, tenía empadronados 31 habitantes.